# Daisy Rípodas Ardanaz
Daisy Rípodas Ardanaz (La Plata, provincia de Buenos Aires, 6 de agosto de 1923-Buenos Aires, 9 de octubre de 2024) fue una historiadora argentina, autora de numerosos libros y artículos sobre las sociedades coloniales hispanoamericanas. Fue la primera mujer en ser aceptada como miembro de número de la Academia Nacional de la Historia de la República Argentina en 1980. Sus principales contribuciones al conocimiento de la sociedad y la cultura en la América colonial se inscriben en el campo de la historia jurídica y el estudio de las concepciones filosóficas, jurídicas y teológicas que informaron el pensamiento de los letrados coloniales.

## Biografía
Sus padres eran argentinos, hijos de inmigrantes de Navarra. Cursó estudios de grado en la Facultad de Filosofía y Letras de la Universidad de Buenos Aires de donde egresó como profesora de Enseñanza secundaria, normal y especial en Historia. Obtuvo su doctorado en Historia en la Facultad de Filosofía y Humanidades de la Universidad Nacional de Córdoba con la disertación titulada El matrimonio en Indias, realidad social y regulación jurídica.
Además de integrar Academia Nacional de la Historia de la República Argentina es miembro de instituciones similares en España, Perú. Bolivia, Paraguay, Uruguay, Brasil, Puerto Rico, Guatemala y Colombia.
En el ámbito universitario se desempeñó como profesora titular ordinaria de Historia de América Colonial en la Facultad de Filosofía y Letras de la Universidad de Buenos Aires. En 1977 fue designada directora del Instituto de Historia Argentina y Americana “Dr. Emilio Ravignani” de la misma Facultad luego del fallecimiento de su anterior director, Ricardo Caillet Bois. Ocupó ese cargo hasta 1983.
Desde comienzos de la década de 1990 desarrolló actividades de enseñanza e investigación en la Universidad del Salvador. Fue profesora titular ordinaria del Seminario de Investigación en Historia de América I en la carrera de Historia y en 1995 asumió la dirección del Doctorado en Historia y del Instituto de Investigaciones sobre Identidad Cultural. Integró además desde su fundación, en 2007, el Consejo Académico de la revista Épocas.
Fue miembro titular del Instituto de Investigaciones de Historia del Derecho desde su fundación el 8 de agosto de 1973.
Contrajo matrimonio con José María Mariluz Urquijo otro destacado historiador argentino fallecido en 2018.

## Distinciones y reconocimientos
Recibió la Medalla de Oro universitaria al mejor egresado de la sección historia de la Facultad de Filosofía y Letras de la Universidad de Buenos Aires en 1945, el premio de la Fundación Internacional “Ricardo Levene” a la mejor obra de Historia de Derecho Indiano publicada en el trienio 1976-1978  por el libro El matrimonio de Indias, realidad social y regulación jurídica en 1979 y la medalla de Oro de la Fundación Manuel Vicente Ballivián, de la Paz, 2002. En 2019, la Universidad del Salvador de la República Argentina le otorgó el doctorado honoris causa por sus aportes en favor de la cultura argentina e hispanoamericana.

## Publicaciones
Entre sus numerosos libros y artículos en revistas especializadas se destacan:
- Bibliotecas privadas de funcionarios de la Real Audiencia de Charcas, 1975.
- El matrimonio en Indias: realidad social y regulación jurídica, 1977.[12]
- El obispo Azamor y Ramírez. Tradición cristiana y modernidad, 1982.
- Refracción de ideas en Hispanoamérica colonial, 1983.
- El indiano en el teatro menor del Setecientos, 1986
- Lo indiano en el teatro menor español de los siglos XVI y XVII, 1991.
- Un ilustrado cristiano en la magistratura indiana: Antonio Porlier, Marqués de Bajamar, 1992.
- La biblioteca porteña del obispo Azamor y Ramírez, 1788-1796, 1994.